# Solsymbol
En solsymbol är en symbol som symboliserar solen. De kan se ut på många sätt; Bland annat hakkorset är en solsymbol. Solsymboler har stor betydelse inom psykoanalys, symbolism, astrologi, religion och mysticism.

## Olika slags solsymboler

### Enkel cirkel
En enkel cirkel som Japans flagga, Bangladeshs flagga och den australiska aboriginska flaggan.

### Cirkel med en punkt i sitt centrum
Det är den astronomiska symbolen / astrologiska symbol för solen, och den antika egyptiska tecknet för "sol" eller "Ra" i hieroglyferska skriftsystemet. Tecknet för "solen" eller "dag" i början av kinesisk skrift var liknande, men det har blivit i modernt script:日(ri). Inom Scouterna betyder tecknet ”jag har gått hem” eller ”här slutar spåret”.

### Solkorset
Solkors, hjulkors eller solhjul är en symbol som består av ett grekiskt kors omgivet av en cirkel. Det var en vanlig symbol i skandinaviska hällristningar så tidigt som i bronsåldern och har kunnat symbolisera solen, hjulet och särskilt hjulen på solens vagn. Solkorset anses ofta representera de fyra årstiderna och även som en astronomisk symbol eller zodiaken för jorden.

Solkors
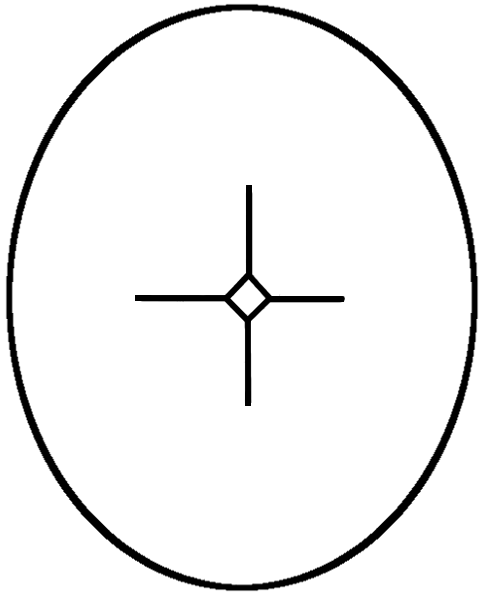
Ringtrumman användes av samerna i den samiska schamanistiska religionen. På vissa samiska trummor fanns symbolen för Beaivi, som är det samiska namnet på solen.
Samiska högskolan i Kautokeino, Norge använder den samiska solsymbolen som liknar ett solkors

### Svastika
Svastikan används av buddhister, jainister och hinduer utöver sin nazistiska anknytning.
På Holmön i Västerbotten återfinns symbolen som bomärke för Abels gård.

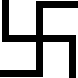
Svastikan är en vanlig solsymbol som i efterkrigstidens Västvärld mest kopplas till nazismen
"Brutet" solkors, cirkulär svastika

### Åttauddiga stjärnan
Den åttauddiga stjärnan på Udmurtiens, Mordviniens, Marij Els, Tjuvasjiens och Iraks flagga 1959–1963 symboliserar solen.

Solkorsliknande symbol

### Åttaekrade hjul
Det åttaekrade hjulet är en version av solkors.

"Hjul" form av tredubbel spiral eller triskelen symbol

### Triskele solsymbol
Vissa former av triskele anses vara solsymboler. På Ingusjetiens flagga symboliserar triskelen solen.

Rosett

### Rosett solsymbol
Slavisk och ungersk solsymbol och populär som dekoration.

Svantevit, slavisk solsymbol

### Solcirkel
Den sexekrade, slaviska solcirkeln är en symbol för Svantevit, som är en krigsgud i slavisk mytologi.

Jesuitordens emblem visar solens strålar.

### Solstrålar
Uruguays, Kiribatis och vissa versioner av Argentinas flagga, samt den irländska försvarsmaktens mössemblem och Iraks vapensköld åren 1959-1965 är officiella emblem som innehåller solstrålar. Flaggor med solstrålar har även länderna Taiwan, Kazakstan, Nepal och Filippinerna. Vidare har Japans örlogsflagga, Tibets flagga och Arizonas flagga solstrålar.